# Дусбург (місто)

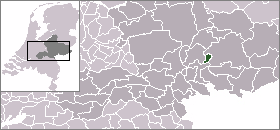
Розташування на мапі Нідерландів

Дусбург (Doesburg) — муніципалітет у східних Нідерландах, у Ґельдрії. У 1237 році Дусбург отримав статут міста; на початок 2021 року мав 11 064 мешканці.

## Визначні мешканці
- Петер з Дусбурга (ймовірно 1260-1326) — капелан Тевтонського ордену XIV століття, хроніст[5]

## Галерея

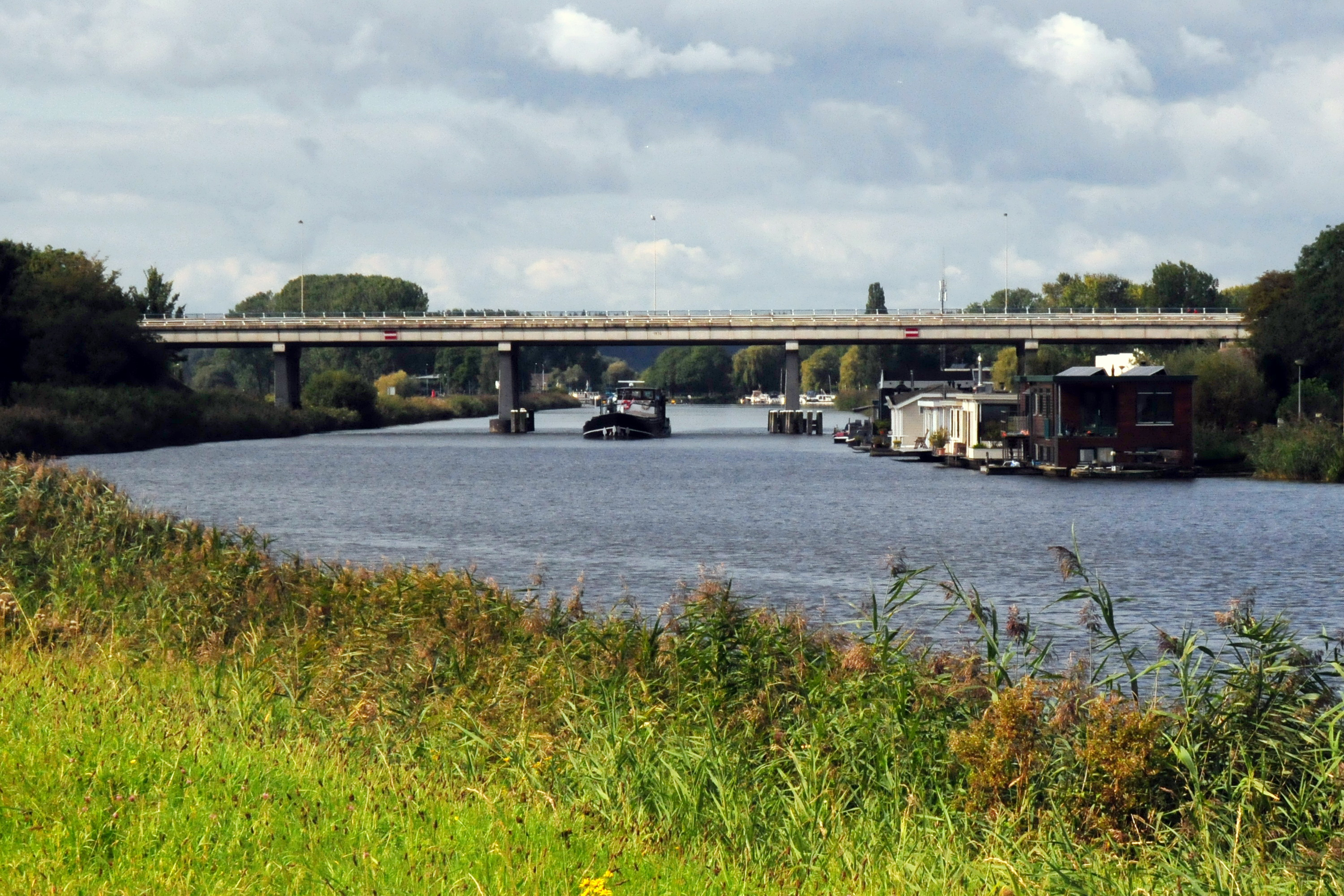
Міст над річкою Альте Іссель
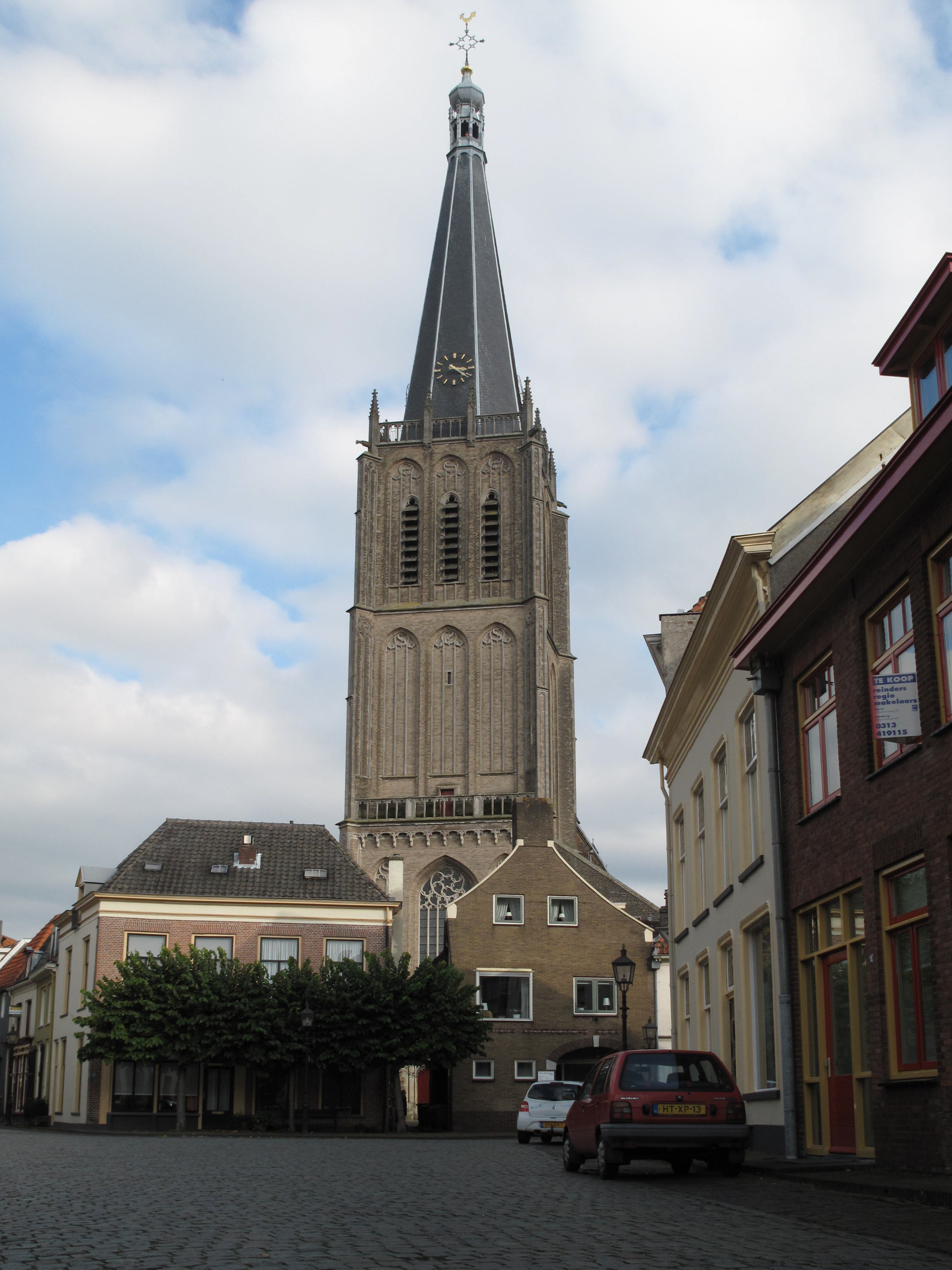
Церква
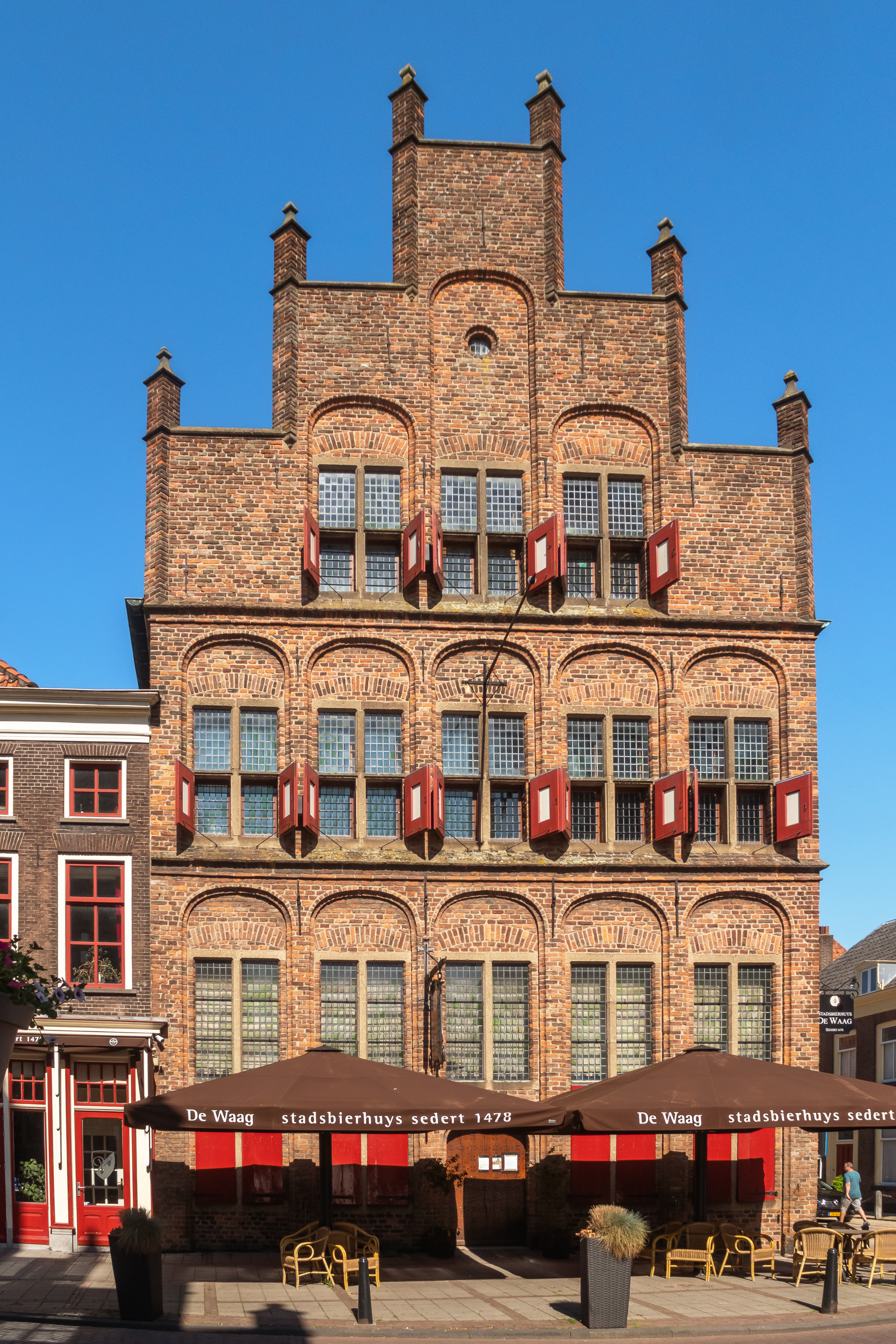
Історична будівля важниці
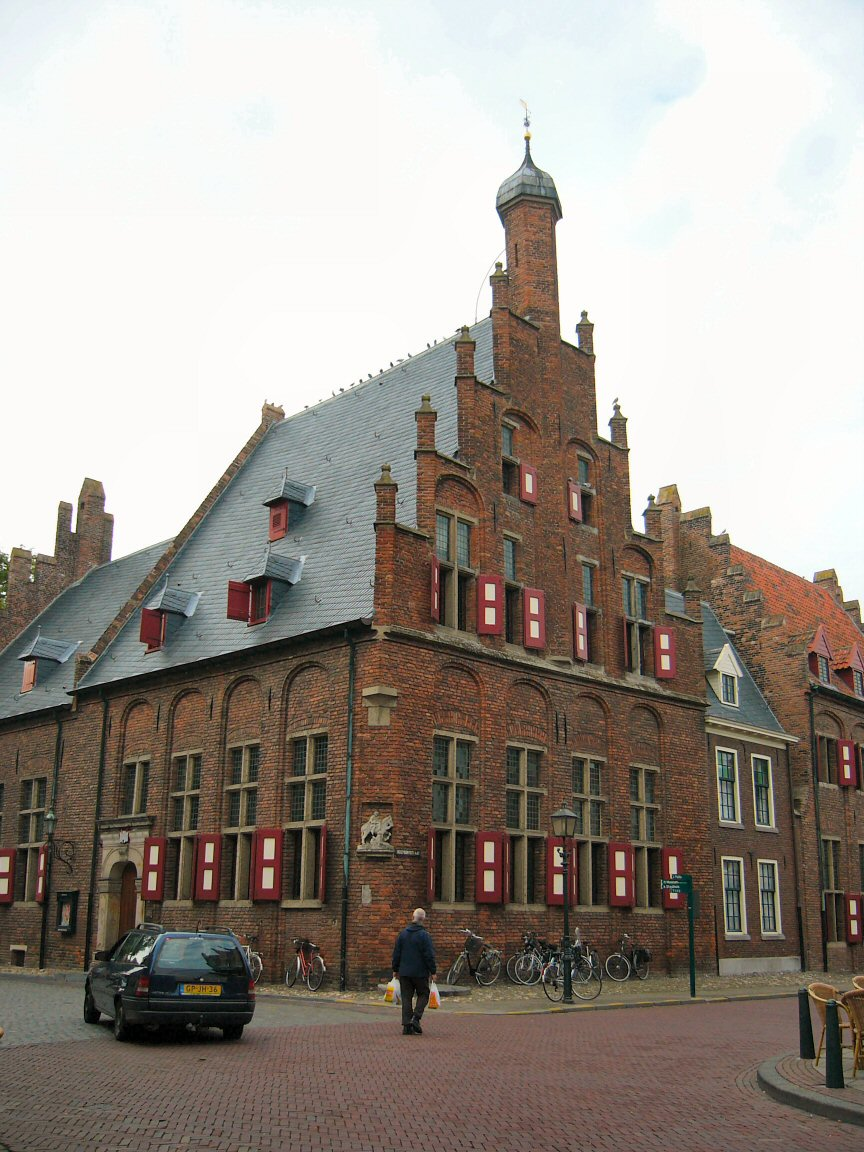
Дусбурзька ратуша
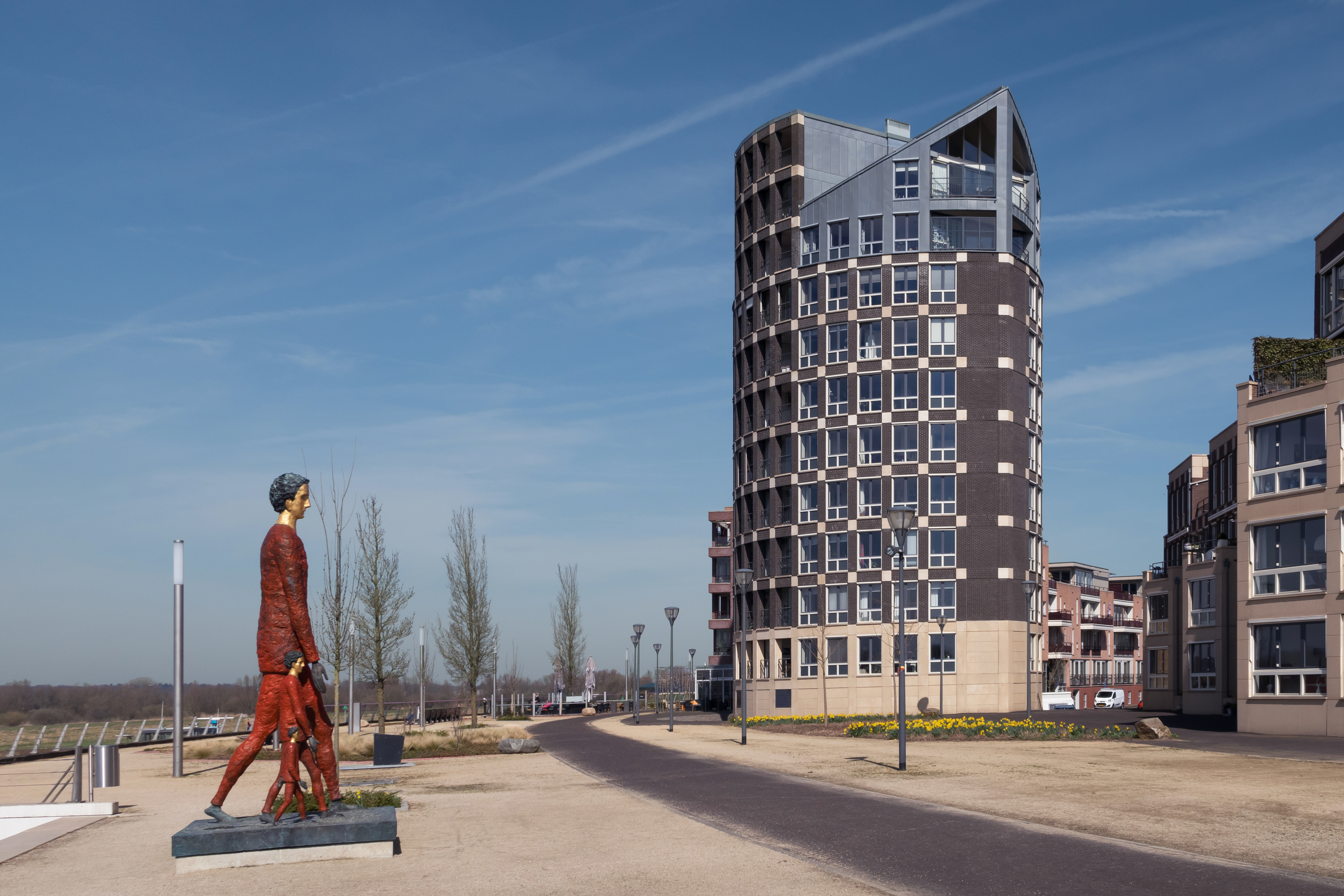
Сучасна міська архітектура